# بوگد (اوورخنگای)
بوگد (به لاتین: Bogd) یک منطقهٔ مسکونی در مغولستان است که در استان اوورخانگای واقع شده‌است.